# Otto Kuntze
Carl Ernst Otto Kuntze (Leipzig, 23 juni 1843 – San Remo, 1907) was een Duits botanicus. Zijn standaardafkorting is Kuntze.
In het begin van zijn carrière was hij apotheker. In deze periode publiceerde hij de Taschen-Flora von Leipzig. Tussen 1863 en 1866 werkte hij als koopman in Berlijn. In deze periode reisde hij door Centraal-Europa en door Italië. Van 1868 tot 1873 had hij een fabriek die etherische oliën produceerde. Tussen 1874 en 1876 reisde hij veel, naar de Caraïben, de Verenigde Staten, Japan, Zuidoost-Azië, het Arabisch Schiereiland en Egypte. Het verslag van deze reizen werd in 1881 gepubliceerd als Um die Erde. Van 1876 tot 1878 studeerde hij Natuurwetenschappen in Berlijn en Leipzig. Hij behaalde zijn doctoraat in Freiburg met een proefschrift over het geslacht Cinchona. 
Tijdens zijn reizen verzamelde hij 7700 specimens, die werden bewaard in Berlijn en in Kew Gardens. Hij publiceerde hierover in 1891 de Revisio Generum Plantarum in drie volumes. Dit werk kwam als een schok in de botanische wereld omdat het de taxonomie volledig op zijn kop zette. Het werk werd in wijde kring afgewezen of opzettelijk genegeerd.
In 1886 bezocht Kuntze het Russische deel van Voor-Azië. Van 1887 tot 1888 verbleef hij op de Canarische Eilanden. Het resultaat van zijn onderzoekingen in beide gebieden publiceerde hij in de Revisio. In het begin van de jaren 90 vertrok hij naar Zuid-Amerika. Hij bezocht bijna alle landen van dit continent. In 1894 reisde hij door Zuidelijk Afrika en de Duitse koloniën. In de laatste jaren van zijn leven verbleef hij in San Remo. 
Zijn revolutionaire ideeën over botanische nomenclatuur brachten een schisma teweeg. Op een gegeven moment bestonden er twee versies van de Rules of Botanical Nomenclature, de voorloper van de International Code of Nomenclature for algae, fungi, and plants. Dit conflict kwam tot een uitbarsting op het tweede Internationaal Botanisch Congres in 1905. 
- Bibliothèque nationale de France: cb12548970q (data)
- Author citation (botany): Kuntze
- CiNii: DA1080708X
- Gemeinsame Normdatei: 117555142
- International Standard Name Identifier: 0000 0001 2146 0864
- Library of Congress Control Number: n87826909
- Nationale Bibliotheek van Tsjechië: mub2018996921
- Nationale Bibliotheek van Israël: 987007272722505171
- Nederlandse Thesaurus van Auteursnamen: 215877349
- Réseau des bibliothèques de Suisse occidentale: 02-A003480016
- SNAC: w6z365g5
- Système universitaire de documentation: 08583047X
- Museum of New Zealand Te Papa Tongarewa: 50228
- Virtual International Authority File: 103218676
- WorldCat: E39PBJrKRTKM6qj76x33FDfpfq